# 张汝澄
张汝澄（1918年8月11日—1942年11月24日）生于北京，祖籍广东南海。中华民国空军第四大队第二十二中队，任中尉三级飞行员。

## 生平

张汝澄 高三毕业照

张汝澄在家中排行老六，有四个哥哥、一个姐姐和一个弟弟。在北京育英学校上的小学和初中，并于1932年考上北京汇文中学高中。
在当时，汇文中学是被公认的北平最好的教会学校。而中央航空学校（后改名为空军军官学校）从第3期（1933年）开始，把招生来源从陆军军校学生选拔改为从北平、南京、武汉等大城市重点学校秘密个别招募，其中招生较多的有北平汇文，天津南开，广州培英，南京金陵中学等名校。报考者需要有“简任”以上（中央政府所属各局局长各部次长）的政府官员担保。 
在这样的背景下，1936年张汝澄从汇文毕业后由在外交部任职的二舅担保，并由三哥张汝伦陪同去报考了中央航空学校。录取后，他于1936年9月5日在南京小营入伍 。第二次淞沪会战爆发后，于1937年8月15日深夜离开南京，出太平门行军、乘船、乘火车十余天后抵达南昌附近继续入伍教育，后被分到第十期驱逐组。1938年1月4日抵达广西中央航校柳州分校进行初级班训练，后到昆明附近的蒙自接受中级班训练，在昆明校本部完成高级班训练，于1940年3月10日毕业，当时同班的有林恒、阎雷等。毕业后编入空军第四大队第二十二中队。作为准尉的他在1940年9月1号出版的“笕桥月刊（创刊号）”上发表了一篇从英文翻译过来的文章, "西戰中空軍所得之戰訓"。该文共有11页，详细总结了在西班牙内战中飞机用于海上攻击、陆上轰炸、和防空等经验教训和战例。  1942年11月24日时任中尉三級飞行员的张汝澄在成都驾机练习高空飞行，因战机故障坠落牺牲，时年二十四岁。。

## 家庭

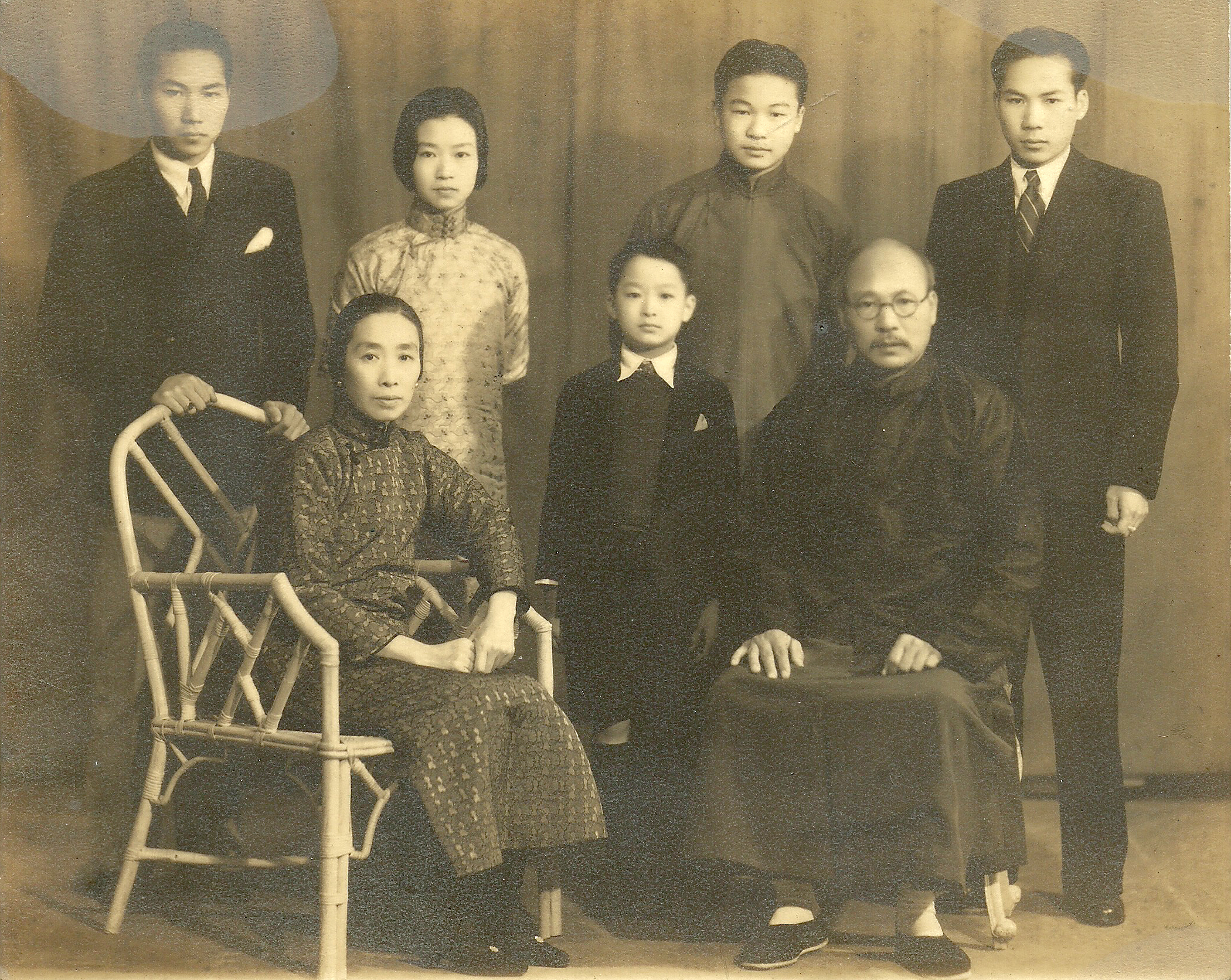
张汝澄全家福，摄于1935年左右。前排左：母亲关慧贞(关瑶楣）, 中： 七弟张汝煐，右：父亲张煜全。 后排左一右一：二哥、三哥张汝经、张汝伦（双胞胎）。后排左二：四姐张翠雯。后排右二：张汝澄。 大哥张汝良（张伯纯）当时正在美国卡尔顿学院（Carleton College）留学。

父亲张煜全（祖籍广东南海），曾任清华学校校长, 北洋时期外交部参事，司长等职。 
母亲关慧贞(关瑶楣），祖籍广东南海，父亲关蔚宸， 伯父关蔚煌是光绪二年举人；三个堂兄弟关应麟、关庆麟（关霁）、关赓麟分别为北京大学教授；北洋时期外交部司长；和京汉铁路局长、交通大学校长等 。 
弟弟张汝煐，中国滑翔机专家。张汝澄对其弟有着非常深刻和全面的影响，例如他曾在弟弟放的风筝上写下 “九一八，勿忘国耻”，更加坚定了弟弟航空救国的志向而最终报考了上海交大航空专业，成为了中国航模运动的先驱之一、开创中国滑翔机设计和制造的专家。2011年的清明，已是八十六岁高龄的张汝煐照例出席南京各界在航空烈士公墓祭奠航空烈士的活动，并在烈士石碑他六哥张汝澄烈士名下静默、献花；记者拍下了他献花的照片，并做了专题报道。

## 手迹
张汝澄烈士生前留下两幅写给小学和中学同窗7年的洪朝生先生的纪念留言。第一幅是写于1936年汇文中学高中毕业后、去军校报到之前。洪朝生同年毕业后考上清华大学电机工程学系，1937年清华大学、北京大学、南开大学组成长沙临时大学，后来学校迁到昆明更名为“国立西南联合大学”开始复课。两人于1939年在昆明再次相会。 第二幅是在1940年两人分别从空军官校和西南联大毕业后在昆明所写。洪朝生后来考取庚款第八届公费留学生，去麻省理工学院学习物理，回国后在中国科学院物理所和理化技术研究所工作，1980年当选为中国科学院院士， 一生致力于低温物理和半导体物理的研究，做出极为重要的贡献。洪朝生院士曾回忆张汝澄烈士在上学时是经常保护他的“大力士”，并一直保存着烈士的照片和纪念册留言。
留言内容：
朝生：

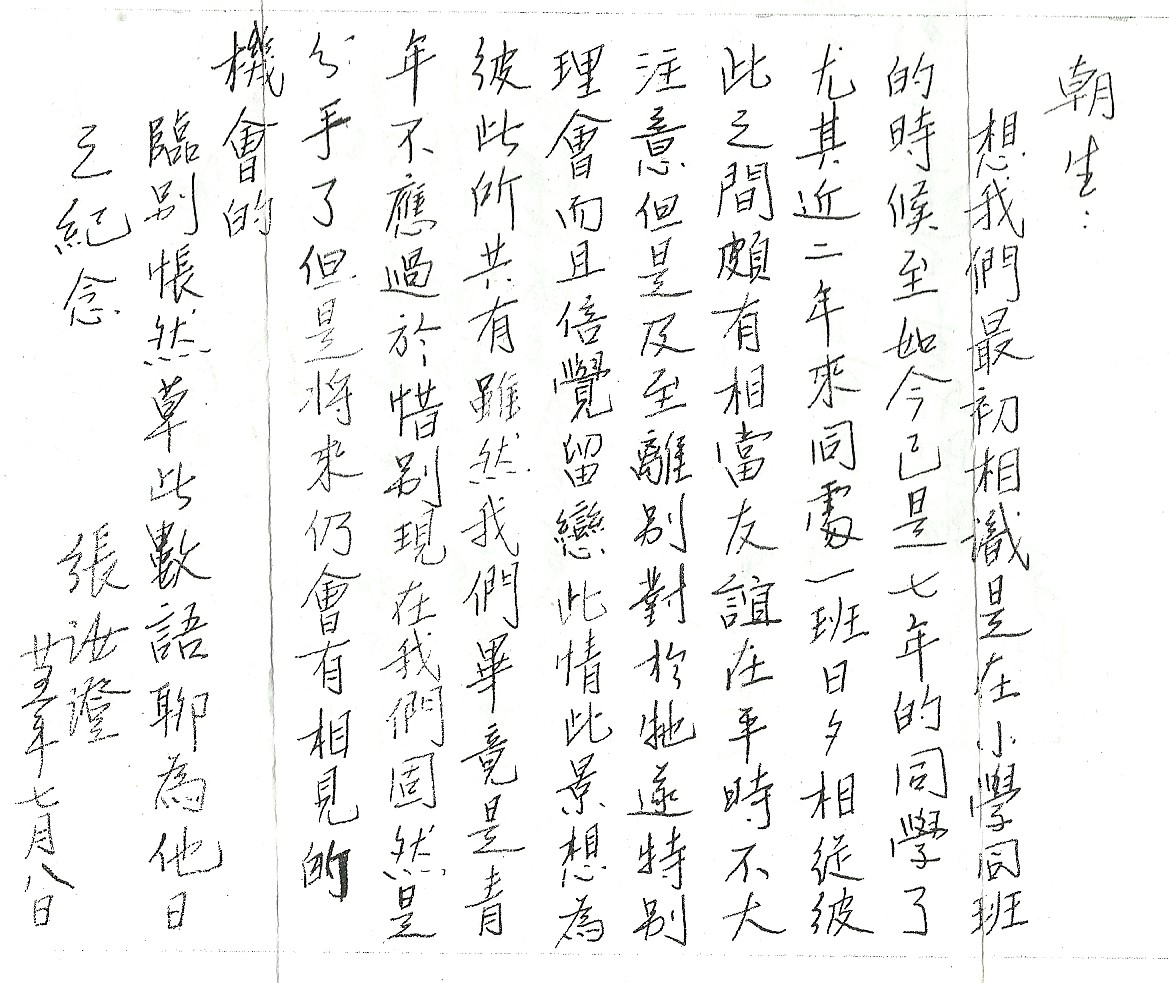
张汝澄给洪朝生先生的高中毕业留言

想我们最初相识是在小学同班的时候，至如今已是七年的同学了。尤其近二年来同处一班，日夕相从，彼此之间颇有相当友谊。在平时不大注意，但是及至离别对于它遂特别理会，而且倍觉留恋，此情此景，想为彼此所共有。虽然我们毕竟是青年，不应过于惜别。现在我们固然是分手了，但是将来仍会有相见的机会的。
临别怅然，草此数语，聊为他日之纪念。
张汝澄
廿五年七月八日
留言内容：
朝生：

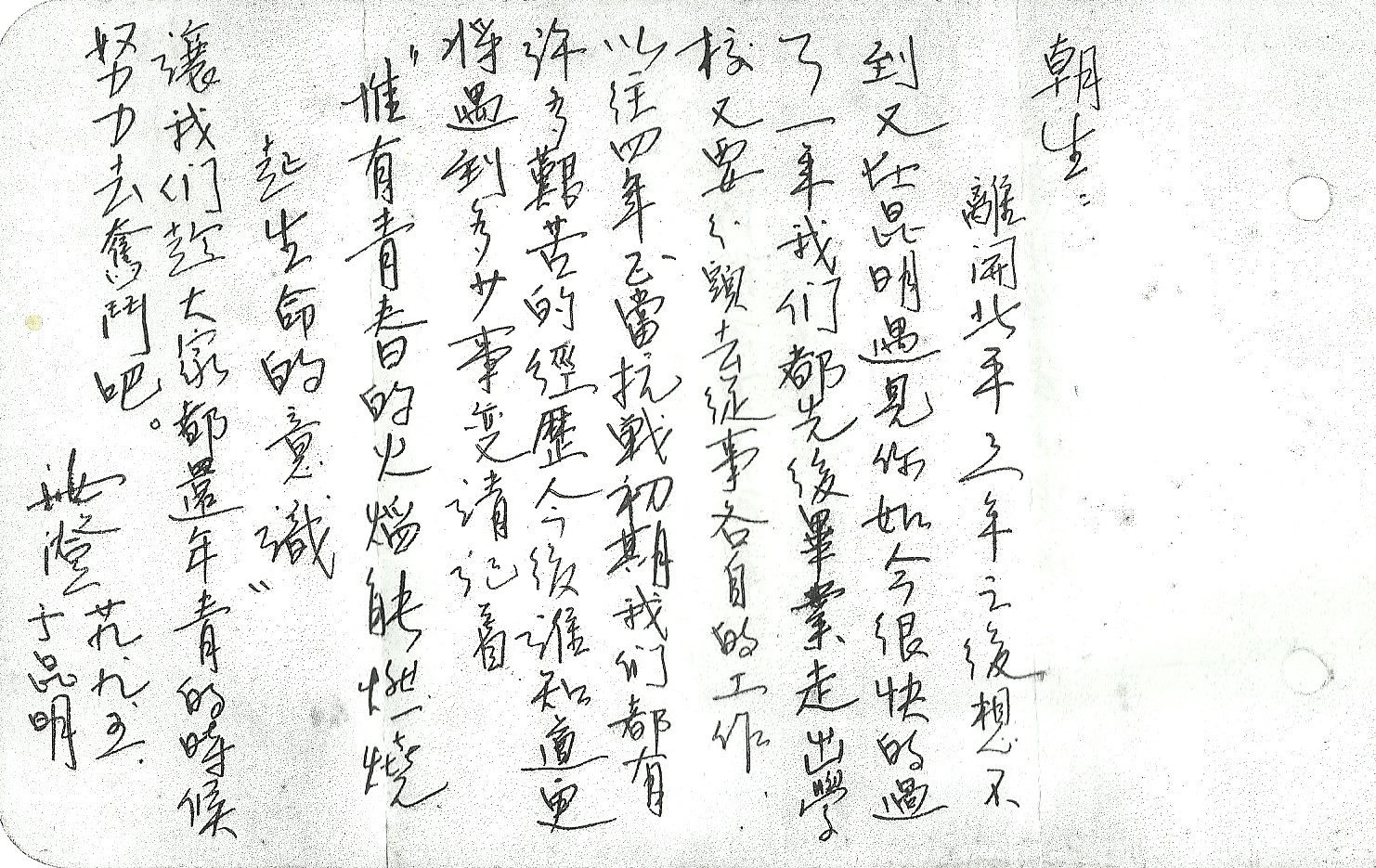
张汝澄与洪朝生在昆明重聚一年后分别从空军军官学校和西南联大毕业。 这是再次离别时的留言。

离开北平三年之后，想不到又在昆明遇见你。如今很快的过了一年，我们都先后毕业走出学校，又要分头去从事各自的工作。以往四年，正当抗日初期，我们都有许多艰苦的经历，今后谁知道更将遇到多少事变？请记着“惟有青春的火焰能燃烧起生命的意识”。
让我们乘大家都还年青的时候努力去奋斗吧。
汝澄
廿九·九·五   于昆明

## 照片
|  |  |
|  |  |
|  |  |